# Danmarks U/16-kvindefodboldlandshold
Danmarks U/16-kvindefodboldlandshold eller U/16-kvindelandsholdet er et hold under Dansk Boldspil-Union (DBU), udvalgt blandt alle danske kvindelige fodboldspillere under 16 år, til at repræsentere Danmark i U/16-fodboldturneringer arrangeret, samt i venskabskampe mod andre nationale fodboldforbunds udvalgte U/16 hold.